# Tierras del Interior
Tierras del Interior (en inglés, Hinterlands) es un relato corto de ciencia ficción escrito por William Gibson, publicado por primera vez en la revista Omni en octubre de 1981 y se volvió a publicar en su colección de cuentos Quemando cromo. El relato es una fábula sobre la mentalidad del "culto de cargo" y explora las consecuencias para las culturas y civilizaciones cuando se enfrentan a artefactos, de una fuente desconocida pero probablemente superior, que son peligrosos pero no obstante valiosos.
"Hinterland" es un término alemán que se traduce literalmente como "tierra posterior", y en ese contexto original se refiere a un área remota o menos desarrollada detrás de un sitio más central o desarrollado, por ejemplo, la tierra detrás de una costa, un puerto o una ciudad.

## Argumento
El relato es contado por el narrador Toby Halpert, quien relata a través de una serie de exposiciones que detallan la historia de la estación espacial en la que vive, apodada Heaven.
La historia comienza con la cosmonauta soviética Olga Tovyevsky, que desaparece del radar mientras se dirigía a Marte poco después de un experimento científico de rutina. Regresa dos años después al espacio-tiempo, y luego de ser descubierta, su nave espacial es remolcada de regreso a la órbita terrestre para ser examinada. Tovyevsky se encuentra en un estado catatónico, y la nave espacial ha sido saboteada en un intento de hacer imposible encontrar y ocultar cualquier detalle de los dos años desaparecidos. En sus manos, Tovyevsky tiene una concha de mar, como se desconoce en la biósfera de la Tierra. Tovyevsky nunca recupera la cordura.
Los rusos envían otra sonda a las mismas coordenadas espaciales a las que había viajado Tovyevsky. El cosmonauta en solitario también desaparece sin dejar rastro alguno, precisamente en el mismo punto, luego de realizar el mismo experimento. Después de 234 días, el cosmonauta regresa muerto, ya que se ha suicidado antes de que nadie pueda alcanzarlo. Los intentos posteriores siempre terminan de la misma manera; la mayoría de los cosmonautas se han suicidado antes de que puedan ser encontrados, mientras que muy pocos lo han intentado y han fallado, y ahora están desprovistos de cordura. Los intentos de enviar a través de naves espaciales no tripuladas también fallan, y algunas naves espaciales tripuladas simplemente nunca se recogen por razones desconocidas.
Actualmente, los rusos reclutan a otros países en su búsqueda de respuestas. El proceso continúa y el interés se desvanece a medida que se destruyen las mentes más inteligentes que la humanidad tiene para ofrecer.
Todo cambia cuando un francés regresa muerto, portando un anillo de hierro codificado con información que resulta ser la "Piedra de Rosetta para el cáncer". A partir de ese momento, la asombrosa frecuencia de los eventos crea una mentalidad de culto de cargo, con alineaciones de posibles astronautas listos para emprender el viaje independientemente de su inevitable final fatal. Las coordenadas son las mismas cada vez, y varias culturas las denominan Autopista, Metro o Río.
En un esfuerzo por aprender más, se establece una estación espacial cerca de la Autopista, diseñada para ser un paraíso. Cuando las cápsulas llegan con astronautas vivos, se envían al cielo en un esfuerzo por mantener a los astronautas con vida por más tiempo y desentrañar cualquier información adicional disponible antes de que finalmente se suiciden. Halpert es uno de los astronautas que se ofreció como voluntario para ir a la Autopista, pero fue rechazado por lo que sea que esté ahí. El mismo destino le sucedió a su novia Charmian, quien tiene el récord de mantener con vida a un sobreviviente durante dos semanas. El papel de Halpert y Charmian es conocer a los astronautas que regresan, calmar su transición a la estación y permitir que los científicos analicen sus hallazgos.
La información que se devuelve muestra que las tecnologías del otro lado de la Autopista son diferentes, pero no necesariamente más avanzadas. Nada de lo que regresa podría explicar cómo funciona la Autopista, y se supone que lo mismo es cierto para las otras razas que aparentemente los astronautas se encuentran en el "otro lado". Halpert lo compara con las moscas domésticas que se encuentran en un aeropuerto internacional, felices de conversar pero totalmente inconscientes de dónde están o cómo llegaron ahí.
La historia se cuenta mientras Halpert se prepara para encontrarse con una astronauta que regresa y que todavía está viva: una "inyección de carne". Mientras corre para encontrarse con la nave espacial, Halpert sufre un ataque masivo de agorafobia llamado "El Miedo", una sensación lovecraftiana de estar abrumado por el significado de la Autopista. Obligado por descargas eléctricas a entrar en la cápsula, encuentra al astronauta recientemente muerto y descubre que ha reprogramado su suite de cirujano robótico para ayudarla a suicidarse. Los diagramas de interruptores moleculares increíblemente poderosos están garabateados en las paredes.

## Idioma
El relato hace un uso de metáforas. Por ejemplo, el agujero de gusano de la historia se conoce como "La autopista". A partir de esta metáfora, Gibson crea varias otras metáforas. Los viajeros de la Autopista se conocen como "autoestopistas", "moscas" y "picarescos". Estas palabras tienen un significado figurativo más que literal.
El título de la historia también es una metáfora, que compara el espacio conocido con un área apartada que está lejos de la civilización. El destino al final del agujero de gusano es figurativamente "la gran ciudad".

## Adaptaciones
En 2016, Last Studio Standing Inc., un estudio de animación con sede en Vancouver, Canadá, adquirió los derechos del relato y anunció que crearán tanto un cortometraje como una serie de televisión. El estudio, que se especializa en animación para adultos y basada en ciencia ficción, tiene programado el corto teatral para su estreno en 2018.
El artista de Vancouver Gavin Lonergan adaptó e ilustró el relato como un cómic, publicado en 1995. Gibson ha calificado el cómic como una "evocación interesante del paraíso falso del cuento". El cómic de 20 páginas se antologizó en dos secciones que aparecieron en Freeflight #5 y #6, diciembre-enero de 1995 y abril-mayo de 1995. El aspecto del cómic es similar al de Moebius , y Gibson estuvo directamente involucrado en el proceso de adaptación.